# Юревич, Анатолий Иванович
Анатолий Иванович Юревич (12 августа 1957, Буденичи, Стародорожский район, Минская область, БССР, СССР) — белорусский футбольный тренер и функционер.

## Карьера
Его футбольная карьера закончилась в возрасте 17 лет по причине тяжёлой травмы.
Тренером начал работать в 1977 году в детско-юношеской футбольной школе в Минске. С 1984 по по 1989 год тренировал спецкласс в Добруше Гомельской области. В 1990 году тренировал речицкий «Спутник». В 1993—1997 годах тренировал мозырьское «Полесье» (с 1995 МПКЦ). В дальнейшем работал с минскими «Торпедо» и «СКВИЧ». В 2004 году тренировал запорожский «Металлург», а затем до 2007 года работал в клубе на должности спортивного директора. С января 2007 по август 2008 года тренировал «Гомель». Ушёл из-за проблем со здоровьем.
В 2010 году переехал в Казахстан, где на протяжении одного месяца тренировал «Акжайык» и «Ордабасы». С декабря 2011 года спортивный директор Федерации футбола Казахстана. В 2014 году работал в «Атырау», но после инфаркта расстался с клубом.

## Достижения
Славия-Мозырь (МПКЦ):
- Чемпион Белоруссии 1996
- Серебряный призёр чемпионата Белоруссии 1995, 2007
- Обладатель Кубка Белоруссии 1995/96
- Серебряный призёр чемпионата Белоруссии 2022[источник не указан 690 дней]